# Preseka (Babušnica)
Preseka (cirill betűkkel Пресека) egy falu Szerbiában, a Piroti körzetben, a Babušnicai községben.

## Népesség
- 1948-ban 606 lakosa volt.
- 1953-ban 630 lakosa volt.
- 1961-ben 647 lakosa volt.
- 1971-ben 611 lakosa volt.
- 1981-ben 535 lakosa volt.
- 1991-ben 364 lakosa volt
- 2002-ben 268 lakosa volt,[1] akik közül 165 bolgár (61,56%), 85 szerb (31,71%), 1 ismeretlen.[2]